# ベルンハルト2世 (ザクセン＝ラウエンブルク公)
ベルンハルト2世（Bernhard II., 1385/92年 - 1463年7月16日）は、ザクセン＝ラウエンブルク公（在位：1426年 - 1463年）。正式な称号はザクセン、エンゲルン、ヴェストファーレンの公であったが、1426年から1463年の間はザクセン＝ラウエンブルクの一部を統治しただけであった。

## 生涯
ベルンハルト2世はザクセン＝ラウエンブルク公エーリヒ4世とゾフィー・フォン・ブラウンシュヴァイク＝リューネブルクの息子である。ベルンハルトは長い間、兄エーリヒ5世に自分を共同統治者にするよう求めた。ザクセン選帝侯位をめぐる争いに敗北したエーリヒは最終的に同意し、1426年にベルンハルトをザクセン＝ラウエンブルクの共同統治者とした。1435年にエーリヒ5世が亡くなると、ベルンハルトは単独で統治を続けた。
ベルンハルト2世は、ザクセン＝ヴィッテンベルク家のザクセン選帝侯位を継承するというザクセン＝ラウエンブルク家の主張を強めた。ザクセン選帝侯家とザクセン＝ラウエンブルク家は13世紀に分割していた。ベルンハルト2世は、アスカーニエン家の初代ザクセン公ベルンハルト1世に続き、2世として数えられている。
自らの主張を裏付けるために、ベルンハルトはザクセン＝ヴィッテンベルク家の紋章を用いた。紋章の左上4分の1には、金と黒の横縞に緑のクランセリンを描いたアスカーニエン家の紋章を用いた。クランセリンはザクセン公の冠を象徴していた。右下には、ザクセンの宮中伯領を表す、金の冠をかぶった鷲が紺碧の地に描かれていた。左下には、ブレーナ伯領を表す3枚のスイレンの葉が銀地に赤で描かれていた。また、右上には、黒と銀の地に赤の選挙剣 (ドイツ語：Kurschwerter) が描かれ、これは帝国大元帥 (ドイツ語：Erzmarschall、ラテン語：Archimarescallus) として、前皇帝の死後に次期皇帝を選出するというザクセン選帝侯の職を示していた。
それ以来、紋章においてザクセン公領、エンゲルン公領およびヴェストファーレン公領（ラウエンブルク）を、エンゲルン（ブレーナの睡蓮の葉）とヴェストファーレン公領（ザクセンの鷲）で象徴しているとしばしば誤解されるようになった。

## 結婚と子女
1428年、ベルンハルトはポメラニア公ボギスラフ8世の娘アーデルハイト・フォン・ポンメルン＝シュトルプ（1410年 - 1445年以降）と結婚した。2人の間には以下の子供が生まれた。
- ゾフィー（1428年 - 1473年） - ユーリヒ＝ベルク公ゲルハルトと結婚
- ヨハン5世（1439年 - 1507年） - ザクセン＝ラウエンブルク公